# Trigueros (Huelva)
Trigueros ist eine spanische Stadt in der Provinz Huelva in der Autonomen Gemeinschaft Andalusien. 2024 hatte die Gemeinde 8.110 Einwohner. Sie befindet sich in der Comarca El Condado.

## Geografie
Die Gemeinde grenzt an die Gemeinden Alosno, Beas, Calañas, Gibraleón, Moguer, Niebla und San Juan del Puerto.

## Geschichte
Der Ort wurde auf der alten Römerortschaft Conistorgis erbaut und wurde erstmals zu Zeiten Alfons X. unter dem Namen Puerto del Camino erwähnt. Vor seiner Unabhängigkeit als eigene Gemeinde gehörte der Ort zu Niebla und Gibraleón.

## Sehenswürdigkeiten
- Dolmen von Soto
- Wallfahrtskapelle Ermita de la Misericordia
- Kirche San Antonio Abad
- Klöster Carmen und Santa Catalina